# Гамбезон

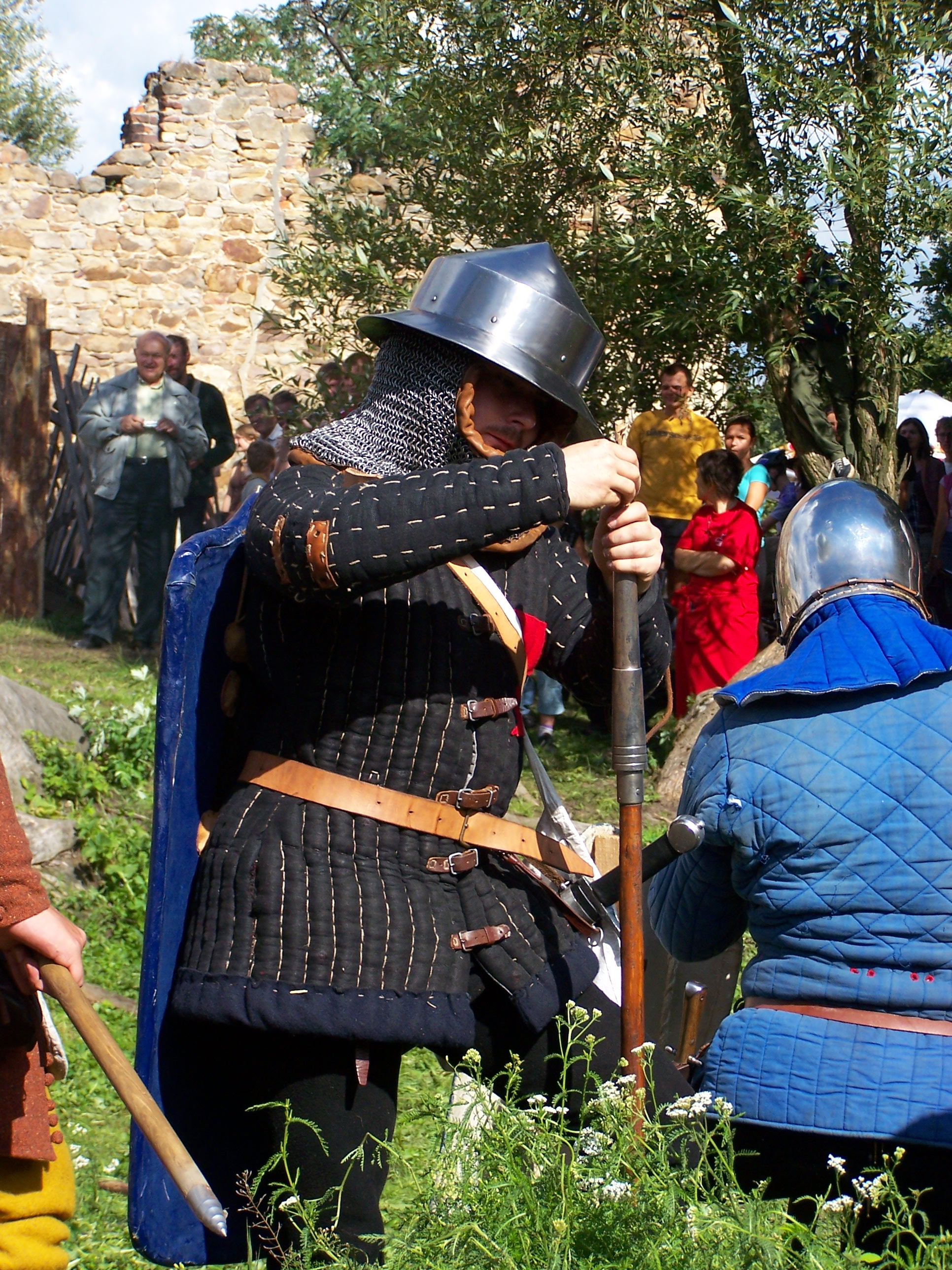
Реконструктор в гамбезоні

Гамбезон, або ще підобладунок, чи надобладунок — обладунковий одяг з безлічі шарів тканини. Зазвичай, стьобана, набивна шкіряна куртка, яку одягали під обладунок або замість нього. 
Гамбезон нерідко набитий (залежно від місцеовсті) клоччям, ватою, кінським волоссям та іноді просочена сіллю. 

## Історія

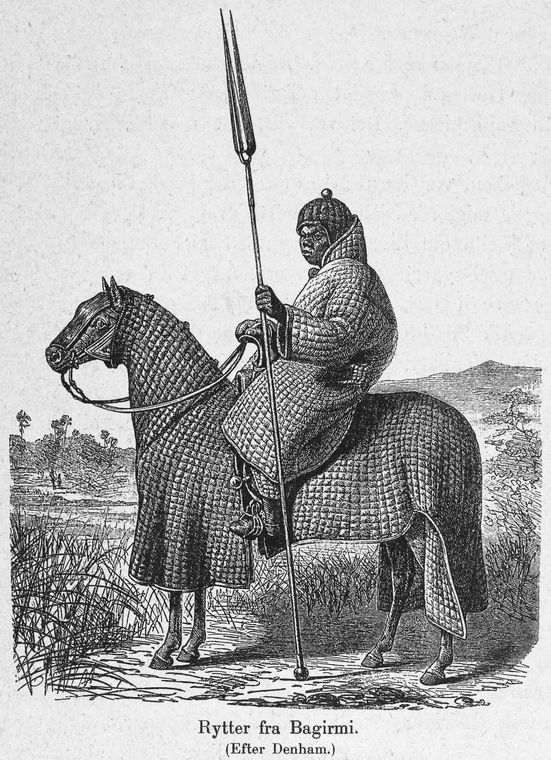
Кінний воїн султанату Багірмі (Чад) в повних стьобаних обладунках, включаючи коня, за описом Діксона Денема (1823)

Гамбезон, наприклад, для лицарів не був обладунком і одягався ними як підобладунок — амортизатор, який вдягають під обладунок. Але для піхоти в центральній і західній Європі, починаючи з Темних віків аж до XV століття, гамбезон вважався обладунком, і часто був єдиним обладунком, який могла дозволити собі піхота: у XV столітті бідні піхотинці в небагатих місцевостях продовжували вдягати гамбезон. Стосовно лицарських коней, то аж до Столітньої війни, коли виявилося, що коні без надійного захисту через стріли просто не доскакують до лучників, бард (якщо був), часто складався лише з гамбезону без кольчуги. При цьому до появи бригантин гамбезон часто одягався лицарями не тільки під, а й поверх кольчуги. 

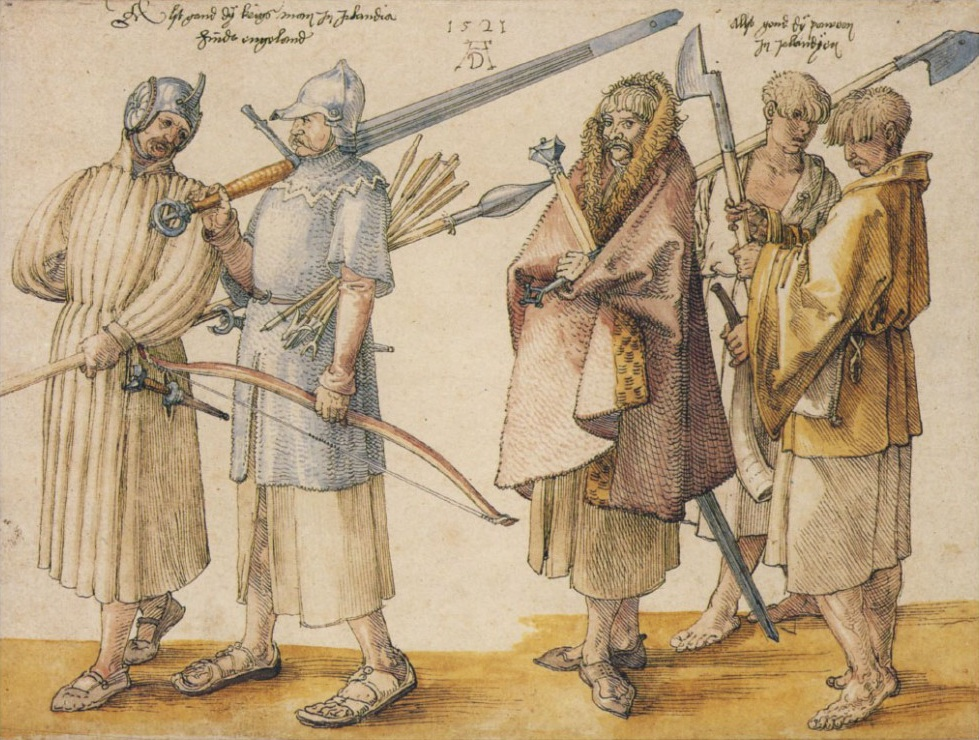
Найманці-ірландці. Гравюра А. Дюрера (1521 рік)

Стосовно місцевих відмінностей, то, наприклад, в Нігерії гамбезон використовували як обладунок для місцевих відповідників лицарів, що їздили на конях, теж одягнених у нього. При цьому їхня піхота була безобладункова. На Сході (Середня Азія і Близький Схід) гамбезон досить часто одягався поверх металевих обладунків для захисту від перегріву на сонці. 
Про силу захисту гамбезону існує напівлегендарна історія (Ярослав Малина, Рената Малинова «Стрибок у минуле») про те, як індіанці дуже здивували Кортеса тим, що, під час випробування, стріла з обсидіановим (тобто кам'яним) наконечником, пущена індіанцем, легко пробила кольчугу, але загрузла в дуже товстому гамбезоні.
Щільнішим, ніж гамбезон, різновидом підобладунку є набивний обладунок. Найчастіше під цією назвою мається на увазі куртка з 2-4 шарів льону, прошита вертикальними смугами (пізніше прошита ромбами), і туго набита клоччям, соломою, дрантям або ватою. Після промокання набивний обладунок починав гнити, тому, хто міг собі дозволити, набивав його кінським волоссям, яке було досить дорогим. 